# Spathulosporomycetidae
De Spathulosporomycetidae vormen een subklasse van de klasse der Sordariomycetes, parasiterend op Rhodophyta.

## Taxonomie
- Orde: Spathulosporales
  - Familie: Hispidicarpomycetaceae
  - Familie: Spathulosporaceae